# شبكات افتراضية
في عالم الحوسبة، تنتج الشبكة الافراضية عن طريق دمج كل من البرمجيات والمعدات بالإضافة إلى وظائف الشبكة لإنتاج كيان إداري معتمد على البرمجيات، والذي يسمى بالشبكة الافتراضية.
تشمل الشبكة الافتراضية برنامج افتراضي بالإضافة إلى الموارد الافتراضية.
تصنف الشبكة الافتراضية إما شبكة افتراضية خارجية، والتي تنتج عن طريق دمج عدد من الشبكات أو أجزاء من الشبكة لإنتاج وحدة افتراضية، أو شبكة افتراضية داخلية.

## المكونات
يقدم العديد من بائعي المعدات والبرمجيات الشبكة الافتراضية عن طريق دمج أي من الاتي:
- معدات الشبكة: مثل مفاتيح ومحولات الشبكة والذي يعرف أيضا باسم بطاقات واجهة الشبكة (NIC).
- عناصر الشبكة: مثل الجدران النارية (Fire wall)و موازنة التحميل.
- الشبكات: مثل شبكة محلية افتراضية (VLAN)و حاويات الشبكة مثل الالات الافتراضية (VMs).
- أجهزة تخزين الشبكة.
- عناصر شبكة آلة إلى آلة، مثل أجهزة الاتصالات السلكية واللاسلكية.
- عناصر شبكة الجوال، مثل أجهزة الكمبيوتر المحمولة وأجهزة الكمبيوتر اللوحية والهواتف الذكية.
- وسائط الشبكة، مثل إيثرنت(Ethernet)و الالياف الضوئية.

## الشبكة الافتراضية الخارجية
تقوم الشبكة الافتراضية الخارجية بجمع أو تقسيم شبكة محلية (LAN) واحدة أو أكثر إلى شبكات افتراضية لتحسين كفاءة الشبكة الكبيرة أو مركز البيانات.
وتشتمل الشبكة المحلية الافتراضية (VLAN)و جهاز توزيع الشبكة على المكونات الرئيسية.
وباستخدام هذه التكنولوجيا، يمكن لمسؤول النظام تكوين الأنظمة التي ترتبط بالشبكة المحلية إلى شبكات افتراضية منفصلة.
وعلى العكس، يمكن للمشرف أن يجمع بين الأنظمة على شبكات محلية منفصلة (LAN) في شبكة محلية افتراضية (VLAN) وتغطي أجزاء عديدة من شبكة كبيرة.

## الشبكة الافتراضية الداخلية
تعمل الشبكة الافتراضية الداخلية على تكوين نظام واحد مع حاويات البرامج، مثل Xen hypervisor control programs,
أو الواجهات الزائفة مثلVINC; لمحاكلة الشبكة المادية مع البرامج
وهذا يمكن أن يحسن كفاءة نظام واحد عن طريق عزل التطبيقات إلى حاويات منفصلة أو واجهات الزائفة.

## الاستخدام في التجارب
يمكن استخدام الشبكة الافتراضية في تطوير التطبيقات وتستخدم أيضا في اختبار محاكات معدات وبرمجيات العالم الحقيقي.
في هندسة اداء التطبيقات، تمكن الشبكة الافتراضية من محاكاة الاتصالات بين التطبيقات والخدمات والتبعيات والمستخدمين لاختبار البرمجيات.

## اللاسلكية الافتراضية الشبكة
يمكن للشبكة الافتراضية اللاسلكية أن تحتوي على نطاق واسع جدا يتراوح بين تشارك الطيف والبنية الافتراضية وواجهة الهواء الافتراضية
(air interface virtualizatio).
وعلى غرار الشبكة الافتراضية السلكية، التي يمكن فيها تقاسم البنية التحتية المملوكة من قبل مزود واحد أو أكثر من مزودي خدمة، فإن الشبكة الافتراضية اللاسلكية تحتاج إلى بنية تحتية لاسلكية وموارد لاسلكية ليتم استخراجها وعزلها لعدد من الموارد الافتراضية، والتي من الممكن تقديمها لمختلف مزودي الخدمة.
و بعبارة أخرى، يمكن اعتبار الشبكة الافتراضية، بغض النظرعن كونها شبكة سلكية أو لاسلكية،
عملية تقسيم لنظام الشبكة باكمله.
ومع ذلك، فإن الخصائص المميزة للبيئة اللاسلكية، من حيث قنوات الوقت المختلفة، والضعف، والتنقل، والبث، وما إلى ذلك، جعل المشكلة أكثر تعقيدا.
وعلاوة على ذلك، تعتمد الشبكة الافتراضية اللاسلكية على تقنيات وصول محددة، وتحتوي الشبكة اللاسلكية على العديد من تكنلوجيا الوصول أكثر بكثير بالمقارنة مع الشبكات الافتراضية السلكية، كما أن لكل تكنولوجيا مجموعة من الخصائص، مما يجعل من الصعب تحقيق التقارب والمشاركة والتجريد. لذلك، قد يكون غير دقيق للنظر في الشبكة الافتراضية اللاسكية كمجموعة فرعية من الشبكة الافتراضية.

## أداء وفعالية الشبكة الافتراضية
لغاية شبكة 1 جيجابت /ثانية، لم تكن الشبكة الافتراضية تعاني من التكاليف الزائدة لتوفير الترابط. في طبقة البرمجيات وطبقة هبرفيسور hypervisor layers
مع التزايد في عرض النطاق الترددي 10 جيجابت/ثانية وغيرها، تجاوز معدل الحزم قدرة عميلة معالجة مخازن الشبكة (stacks).
من أجل الحفاظ على توفيرمعالجة عالية الإنتاجية، يتم نشر مجموعة من مساعدي البرمجيات والمعدات في ما يسمى الشبكة في مربع (network in box)
المرتبطة إما مع الاجهزة التي تعتمد على واجهة بطاقة الشبكة (NIC) باستخدام ملحقات SRIOV من هبرفيسر،
أو إما باستخدام تكنلوجيا المسار السريع بين واجهة بطاقة الشبكة والحمولات (الالات والحاويات الافتراضية).
على سبيل المثال، في حالة Openstack يتم تزويد الشبكة بنيوترون له العديد من المميزات من نواة لينيكس للشبكات،
iptables, iproute2, L2 bridge, L3 routing or OVS.
وبما أن نواة لينكس لا يمكنها الحفاظ على معدل الحزم 10جيجا، فانه قد تم استخدام بعض التقنيات الالتفافية للحصول على مسار سريع.
تعتمد تقنيات الالتفافية الرئيسية إما على مجموعة محدودة من الميزات مثل (OVS)مع تنفيذ مساحة المستخدم DBDK الخاصة بها.
أو تعتمد على ميزة كاملة وتفريغ معالجة لينكس مثل مسرع الافتراضي6WIND.